# Grand Bay, Alabama
Grand Bay är en ort i Mobile County i delstaten Alabama, USA.